# Michael Braig

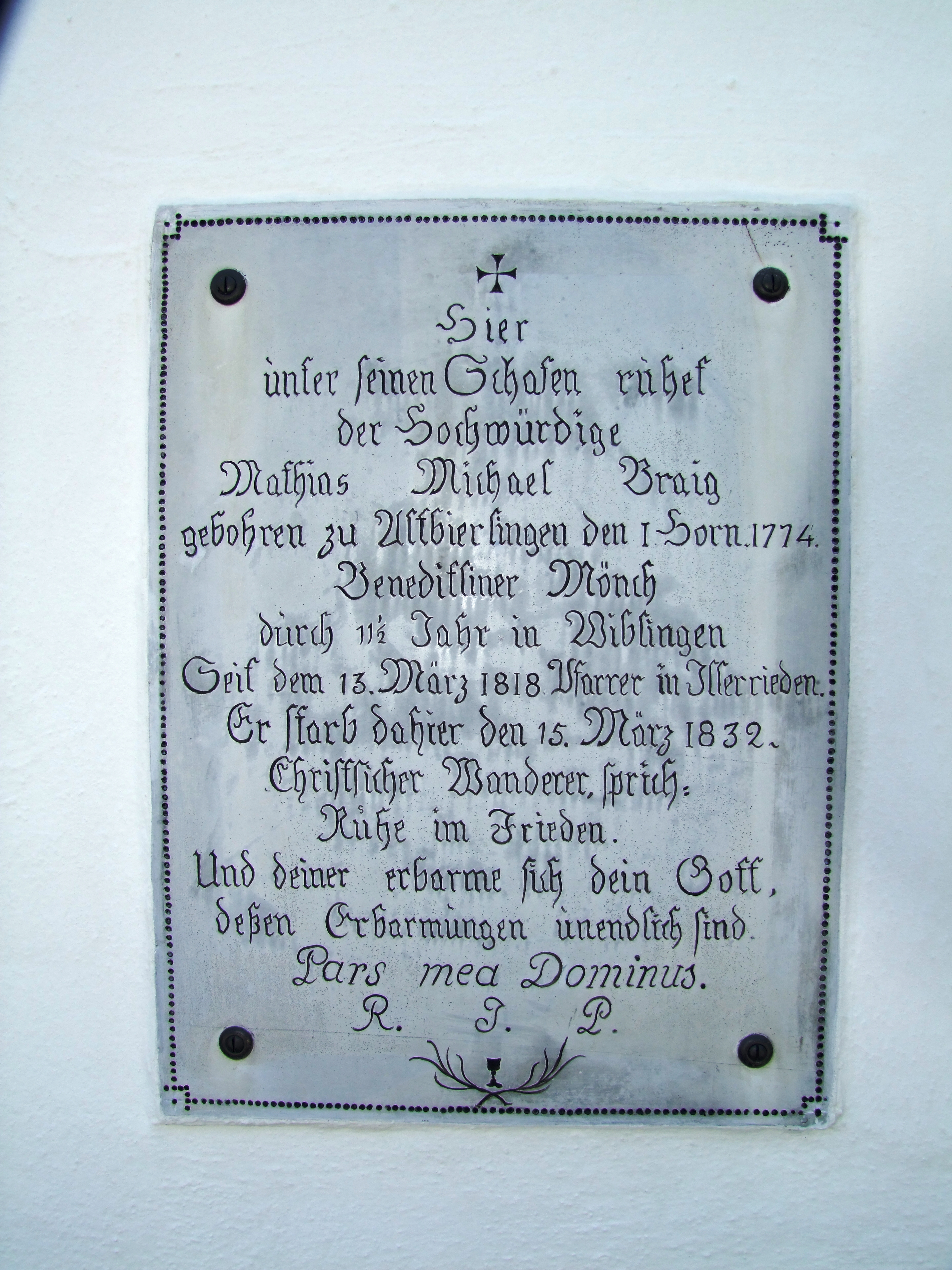
Gedenktafel für Pfarrer Michael Braig in St. Agatha in Illerrieden

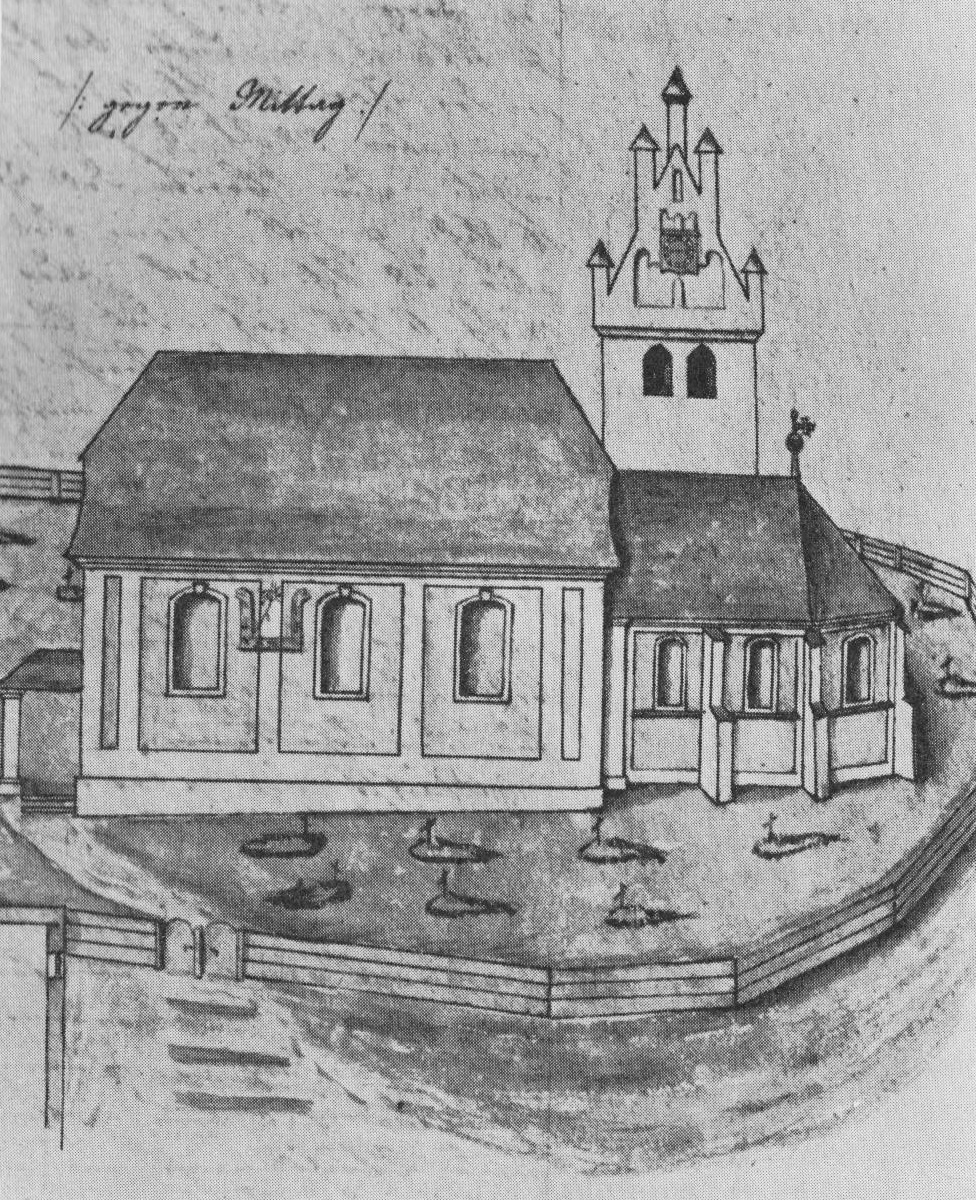
Die Deutschordenskirche St. Agatha in Illerrieden 1750, vermutlich gezeichnet von Michael Braig

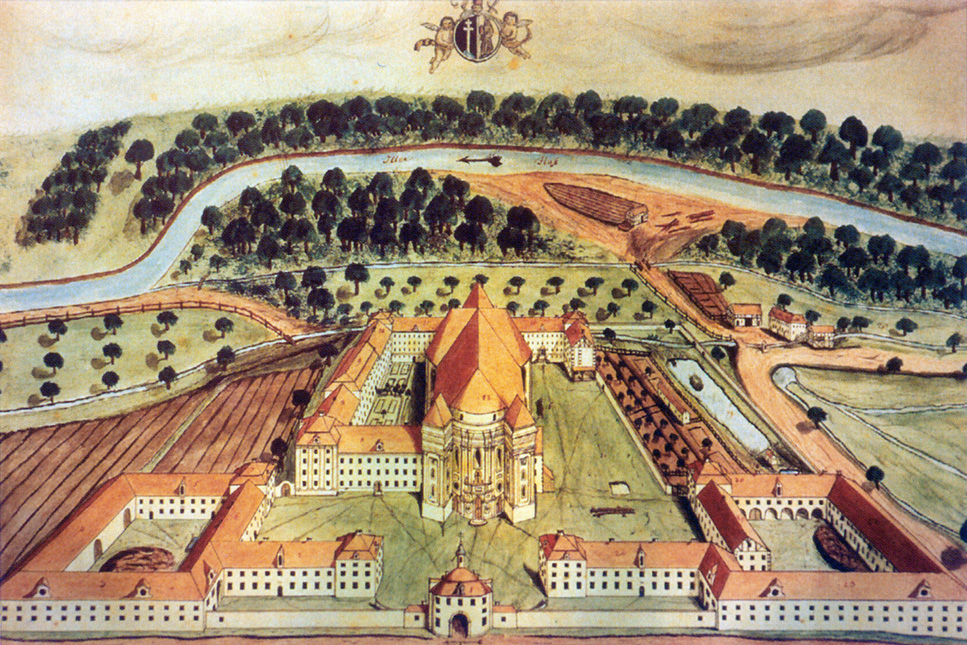
Kloster Wiblingen aus der Vogelschau, Zustand von 1803, gezeichnet von Michael Braig 1813

Michael Braig (Mathias ist der Taufname, Michael der Ordensname) (* in Altbierlingen am 1. Februar 1774; † in Illerrieden am 15. März 1832) war ein Pater und Mönch des Benediktinerklosters Wiblingen, Vikar in Unterkirchberg und Pfarrer in Illerrieden; er verfasste die bislang einzige Gesamtschau der Geschichte des Klosters Wiblingen.

## Herkunft und Bildung
Mathias Braig wurde als Sohn des Schneiders Bernhard Braig (1728‒1810) und dessen dritter Ehefrau Ursula geb. Kolb (* 1730, † 1776 mit 46 Jahren) in Altbierlingen am 1. Februar 1774 geboren und noch am selben Tag in Kirchbierlingen getauft. Seine Mutter verstarb bereits, als Mathias zwei Jahre alt war, und sein Vater heiratete ‒‒ angesichts der großen Kinderschar ‒‒ bald wieder, und zum vierten Mal Adelheid geb. Auer (1740‒1788).
Nach der Volksschule besuchte Braig ab 1787 das Gymnasium in Ehingen a. D., welches er mit den besten Zeugnissen wieder verließ. Seine Eltern waren zu unvermögend, ihm ein Universitätsstudium zu bezahlen. Doch konnte er durch die Vermittlung eines Verwandten, Augustin Braig aus Rißtissen, im Herbst 1794 als Novize ins Benediktinerkloster Wiblingen aufgenommen werden. Dort wurde ihm der Ordensname „Michael“ beigelegt. Am 28. Oktober 1795 legte er dort Profeß ab und wurde am 20. Dezember 1800 zum Priester geweiht. Im Kloster war er zunächst Katechet und Aufseher der herrschaftlichen Trivialschulen des Klostergebiets. 1802 wurde er zum Professor der Vorbereitungsklassen am Gymnasium ernannt. Vom 4. November 1803 bis 30. Oktober 1804 war er Custos, und damit für die Organisation des Gottesdienstes in der Klosterkirche zuständig.

## Vikar in Unterkirchberg
Am 4. November 1804 nahm Pater Michael Braig seinen Dienst als Vikar in Unterkirchberg auf. Dies war eine große Klosterpfarrei mit 1500 Einwohnern, neun Filialen und drei Schulen. Er hatte die Aufgabe, dem amtierenden Pfarrer Pater Amandus Storr zur Seite zu stehen.
In diese Zeit fällt die Klostersäkularisation von 1806 in Württemberg. Auch die Abtei Wiblingen erlag diesem Schicksal.
Die Hilfspriesterstelle in Unterkirchberg war mit 400 Gulden (fl) im Jahr sehr schlecht dotiert, und so bewarb sich Pater Michael Braig im Mai 1809 auf die benachbarte Pfarrei Dorndorf, wurde aber abgelehnt. Als 1816 die Pfarrei Stetten bei Laupheim vakant wurde, bewarb er sich auch auf diese Stelle, sein zunehmendes Alter in Spiel bringend, kam aber wieder nicht zum Zuge.
Als Pater Amandus Storr am 8. März 1818 in Unterkirchberg verstarb, konnte die große Pfarrei aufgeteilt werden, und die Beschäftigung eines Hilfspriesters entfiel. Da zugleich Illerrieden einen Pfarrer benötigte, hatten diesmal die Kirchenbehörden ein Einsehen.

## Pfarrer in Illerrieden
Pater Michael Braig wurde daher am 13. März 1818 von der Pfarrei Unterkirchberg auf die Pfarrei Illerrieden befördert. Diese wurde nun Braigs entscheidender und prägender Wirkungsort. Die Ausstattung der Kirche mit religiösen Einrichtungsgegenständen war gering, und so erwarb Braig Altäre, Bilder, Plastiken, und Reliquien von Heiligen und liturgische Gewänder, welche durch die Säkularisation vieler Klöster reichlich zur Verfügung standen.
Er ordnete die Pfarrregistratur, legte ein Pfarrarchiv an und verfasste eine Pfarrchronik. Er erstellte Duplikate der Kirchenbücher und entwarf Stammtafeln der ansässigen Familien. In seinen letzten Lebensjahren widmete er sich der Wiblinger Klostergeschichte (siehe Werke), welche er noch zu Lebzeiten dem Drucker einreichen konnte, deren Fertigstellung er aber nicht mehr erlebte. Er verstarb in Illerrieden am 15. März 1832 im Alter von 58 Jahren. Die Geschichte des Klosters Wiblingen erschien zwei Jahre nach seinem Tode bei Joseph Rauch in Isny.

## Gedruckte Werke
- Kurze Geschichte der ehemaligen vorderösterreichischen Benediktiner-Abtey Wiblingen in Schwaben. Joseph Rauch, Isny 1834; Neuausgabe: Konrad, Weißenhorn 2001, ISBN 3-87437-456-4

## Bildwerke (Auswahl)
- Kolorierte Federzeichnung des Klosters Wiblingen im Zustand von 1803 aus der Vogelperspektive, gezeichnet 1813[2]

- Vedute des Klosters Urspring vor 1806, gezeichnet „P. Mich Braig O.S.B. ex Wibling deß“